# Capone (film, 1975)
Pour les articles homonymes, voir Capone.
Pour plus de détails, voir Fiche technique et Distribution.
Capone est un film américain réalisé par Steve Carver, sorti en 1975.

## Synopsis
Dans les années 1920, à Chicago, l'ascension et le déclin du gangster Al Capone.

## Fiche technique
- Titre : Capone
- Réalisation : Steve Carver
- Scénario : Howard Browne
- Production : Roger Corman
- Musique : David Grisman
- Photographie : Vilis Lapenieks
- Montage : Richard C. Meyer
- Budget : 970 000 $[1]
- Pays de production :  États-Unis
- Format : Couleurs - Mono - 35 mm
- Genre : Biopic, drame et film de gangsters
- Durée : 101 minutes
- Dates de sortie :
  - États-Unis : 16 avril 1975
  - France : 6 aout 1975
- Affiche : Macario Gómez Quibus (Espagne)

## Distribution
- Ben Gazzara (VF : Marc de Georgi) : Al Capone
- Harry Guardino (VF : Claude Joseph) : Johnny Torrio
- Susan Blakely (VF : Martine Messager) : Iris Crawford
- Sylvester Stallone (VF : Jean-Pierre Leroux) : Frank Nitti
- John Cassavetes (VF : Michel Gudin) : Frankie Yale
- Frank Campanella (VF : Jacques Dynam) : Big Jim Colosimo
- John Orchard (VF : Henry Djanik) : Dion O'Banion
- Carmen Argenziano : Jack McGurn
- George Chandler (VF : Georges Riquier) : Robert E. Crowe
- John Davis Chandler (VF : Guy Piérauld) : Hymie Weiss
- Peter Maloney (VF : Yves Barsacq) : Jake Guzik
- Royal Dano : Anton J. Cermak
- Joe De Nicola (VF : Jacques Berthier) : Charles Fischetti
- Angelo Grisanti (VF : Serge Lhorca) : Angelo Genna
- Dick Miller (VF : Jean-Louis Maury) : l'officier Joe Pryor
- Robert Phillips (VF : Jean Berger) : Bugs Moran
- Martin Kove (VF : Daniel Gall) : Pete Gusenberg
- Mario Gallo (VF : Jean Violette) : Giuseppe Aiello
- Russ Marin (en) (VF : Henri Labussière) : Joseph Stenson
- Tony Giorgio (en) (VF : Michel Bardinet) : Antonio Lombardo
- John Martino (VF : Claude Bertrand) : Tony Amatto
- Bert Conway (VF : Robert Le Béal) : Frank Loesch
- Don Pulford (VF : Jean-Pierre Leroux) : William Cooper
- Pamela Toll (VF : Francine Lainé) : Mrs Atkins
- Don McGovern (VF : Pierre Hatet) : : Mike, le 2d policier
- John Finnegan (VF : Raymond Loyer) : le lieutenant de police
- Tom Cook (VF : Jean-François Laley) : Sam Volenta
- Vince Barbi (VF : Jean Daurand) : Solly
- Ralph James (VF : Jean-Jacques Steen) : le juge J.H. Wilkerson
- John Howard : Warden J. Johnston
- John Broderick (VF : Michel Bardinet) : le maître d'hôtel
- Howard Dale (VF : Robert Le Béal) : le sénateur
- James Sweeney (VF : Jean-François Laley) : le médecin de la prison
- George Engelson (VF : Robert Le Béal) : le médecin de Torrio